# سرخیو سانچز (بازیکن فوتبال، زاده ۱۹۸۶)
سرخیو سانچز (انگلیسی: Sergio Sánchez؛ زادهٔ ۳ آوریل ۱۹۸۶) بازیکن فوتبال اهل اسپانیا است.
از باشگاه‌هایی که در آن بازی کرده‌است می‌توان به باشگاه فوتبال اسپانیول، باشگاه فوتبال راسینگ سانتاندر، باشگاه فوتبال رئال مادرید، باشگاه فوتبال روبین کازان، باشگاه فوتبال رئال مادرید کاستیا، باشگاه فوتبال پاناتینایکوس، باشگاه فوتبال مالاگا، و باشگاه فوتبال سویا اشاره کرد.
وی همچنین در تیم‌های ملی فوتبال زیر ۱۶ سال اسپانیا، زیر ۱۷ سال اسپانیا، زیر ۱۹ سال اسپانیا، و زیر ۲۱ سال اسپانیا بازی کرده‌است.